# Prune and search
Prune and search (in italiano "sfoltisci e cerca") è un metodo per risolvere problemi di ottimizzazione ideato da Nimrod Megiddo nel 1983.
L'idea alla base del metodo è una procedura ricorsiva, ad ogni passo della quale la taglia dell'input è ridotta (prune) di un fattore costante {\displaystyle 0<p<1}. Esso è dunque un algoritmo del tipo divide et impera. Sia {\displaystyle n} la taglia dell'input, {\displaystyle T(n)} sarà la complessità temporale di tutto l'algoritmo e {\displaystyle S(n)} la complessità temporale dell'operazione di sfoltimento, allora {\displaystyle T(n)} obbedirà alla seguente relazione di ricorrenza:
{\displaystyle T(n)=S(n)+T(n(1-p)),\,}
che si può provare, col metodo di Akra-Bazzi, avere soluzione {\displaystyle T(n)=O(1+\int _{1}^{x}{\frac {S(u)}{u}}du)}, se {\displaystyle |S'(n)|=O(x^{c})}, dove c è una costante.